# مالنیتس
مالنیتس (به آلمانی: Mallnitz) یک منطقهٔ مسکونی در اتریش است که در ناحیه اشپیتال آن در دراو واقع شده‌است. مالنیتس ۱٬۰۲۴ نفر جمعیت دارد.

## خواهرخوانده
شهر ویتن خواهرخواندهٔ مالنیتس هست.